# 西藏双药芒
西藏双药芒（学名：Diandranthus tibeticus）为禾本科双药芒属下的一个种。

## 扩展阅读
- 維基物種上的相關：西藏双药芒